# Асиповички рејон
Асиповички рејон (блр. Асіповіцкі раён; рус. Осиповичский райо́н) је административна јединица другог нивоа на западу Могиљовске области у Републици Белорусији.
Административни центар рејона је град Асиповичи.

## Географија
Асиповички рејон обухвата територију површине 1.947,21 km² и на 2. је месту по величини у Могиљовској области. Граничи се са на северу и западу са Минском облашћу (Беразински, Червењски, Пухавицки и Стародарошки рејон), на југозападу и југу су Бабрујски и Глуски рејон, док је на истоку Кличавски рејон.
Рејон се налази готово у самом географском центру Белорусије, у подручју Средњоберазинске равнице. Преко 55% територије рејона је под шумама. Најважнији водоток је река Березина са притокама Свислачем и Птичом. Недалеко од административног центра рејона налази се вештачко Асиповичко језеро.

## Историја
Рејон је основан 17. јула 1924. године. До јула 1930. био је у саставу Бабрујског округа. Расформиран је 25. децембра 1962. и укључен у састав Бабрујског рејона, да би поново био успостављен у садашњим границама 6. јануара 1965. године.

## Демографија
Према резултатима пописа из 2009. на том подручју стално је било насељено свега 55.447 становника или у просеку 26,83 ст/км². Од тог броја више од половине становништва живело је на подручју града Асиповича.
Основу популације чине Белоруси (87,07%), Руси (9,58%), Украјинци (2,12%) и остали (1,23%).

### Насеља
Рејон је административно подељен на подручје града Асиповича који је уједно и административни центар рејона, три радничка насеља (Гродјанка, Татарка и Јализава), 153 сеоска насеља и 12 сеоских савета.

## Привреда
Око 6 km од града Асиповича, низводно од Асиповичког језера налази се велики рибњак „Свислач“ који свежом рибом снабдева тржиште целог рејона. На излазу из језера такође се налази мала хидроелектрана саграђена 1953. капацитета око 10 млн квтч годишње.
Преко територије рејона пролазе железнице Минск—Гомељ и Могиљов—Барановичи, те ауто-пут од Минска ка Гомељу.